# Campionati europei di bob
I Campionati europei di bob sono una competizione sportiva organizzata dalla Federazione Internazionale di Bob e Skeleton (IBSF) in cui si assegnano i titoli europei nelle diverse specialità del bob e si svolgono con cadenza annua. Da metà degli anni 90 essi si svolgono all'interno di una tappa di Coppa del Mondo nel formato gara nella gara e dal 2005 in contemporanea con i campionati europei di skeleton e nella stessa località. 
Il campionato si divide in quattro diverse specialità: 
- bob a due maschile (dal 1929)
- bob a quattro maschile (dal 1967)
- bob a due femminile (dal 2004)
- monobob femminile (dal 2022)

## Albo d'oro

### Monobob donne
| Anno | Luogo        | Oro                      | Argento               | Bronzo                  |
| ---- | ------------ | ------------------------ | --------------------- | ----------------------- |
| 2022 | Sankt Moritz | Mariama Jamanka Germania | Laura Nolte Germania  | Nadežda Sergeeva Russia |
| 2023 | Altenberg    | Laura Nolte Germania     | Andreea Grecu Romania | Kim Kalicki Germania    |

### Bob a due donne
| Anno | Luogo                | Oro                                             | Argento                                          | Bronzo                                                                           |
| ---- | -------------------- | ----------------------------------------------- | ------------------------------------------------ | -------------------------------------------------------------------------------- |
| 2004 | Sigulda              | Cathleen Martini Sandra Germain Germania        | Claudia Schramm Nicole Herschmann Germania       | Françoise Burdet Karin Hagmann Svizzera                                          |
| 2005 | Altenberg            | Cathleen Martini Janine Tischer Germania        | Sandra Kiriasis Anja Schneiderheinze Germania    | Ilse Broeders Jeanette Pennings Paesi Bassi                                      |
| 2006 | Sankt Moritz         | Sandra Kiriasis Berit Wiacker Germania          | Gerda Weißensteiner Jennifer Isacco Italia       | Susi Erdmann Anne Dietrich Germania                                              |
| 2007 | Cortina d'Ampezzo    | Sandra Kiriasis Romy Logsch Germania            | Cathleen Martini Janine Tischer Germania         | Jessica Gillarduzzi Fabiana Mollica Italia                                       |
| 2008 | Cesana Torinese      | Sandra Kiriasis Berit Wiacker Germania          | Cathleen Martini Janine Tischer Germania         | Maya Bamert Anne Dietrich Svizzera                                               |
| 2009 | Sankt Moritz         | Sandra Kiriasis Berit Wiacker Germania          | Cathleen Martini Janine Tischer Germania         | Nicola Minichiello Gillian Cooke Gran Bretagna                                   |
| 2010 | Igls                 | Cathleen Martini Romy Logsch Germania           | Sabina Hafner Hannelore Schenk Svizzera          | Sandra Kiriasis Christin Senkel Germania                                         |
| 2011 | Winterberg           | Sandra Kiriasis Berit Wiacker Germania          | Anja Schneiderheinze Christin Senkel Germania    | Esme Kamphuis Judith Vis Paesi Bassi                                             |
| 2012 | Altenberg            | Cathleen Martini Janine Tischer Germania        | Sandra Kiriasis Petra Lammert Germania           | Fabienne Meyer Hannelore Schenk Svizzera                                         |
| 2013 | Igls                 | Sandra Kiriasis Franziska Bertels Germania      | Anja Schneiderheinze Lisette Thöne Germania      | Cathleen Martini Stephanie Schneider Germania                                    |
| 2014 | Schönau am Königssee | Fabienne Meyer Tanja Mayer Svizzera             | Sandra Kiriasis Franziska Fritz Germania         | Esme Kamphuis Judith Vis Paesi Bassi                                             |
| 2015 | La Plagne            | Anja Schneiderheinze Franziska Bertels Germania | Cathleen Martini Stephanie Schneider Germania    | Stefanie Szczurek Erline Nolte Germania                                          |
| 2016 | Sankt Moritz         | Anja Schneiderheinze Annika Drazek Germania     | Elfje Willemsen Sophie Vercruyssen Belgio        | Stephanie Schneider Lisa-Marie Buckwitz Germania                                 |
| 2017 | Winterberg           | Mariama Jamanka Annika Drazek Germania          | Nadežda Sergeeva Anastasija Kočeržova Russia     | Christina Hengster Jennifer Onasanya Austria                                     |
| 2018 | Igls                 | Stephanie Schneider Annika Drazek Germania      | Mariama Jamanka Lisa-Marie Buckwitz Germania     | Anna Köhler Ann-Christin Strack Germania                                         |
| 2019 | Schönau am Königssee | Mariama Jamanka Annika Drazek Germania          | Stephanie Schneider Ann-Christin Strack Germania | Katrin Beierl Jennifer Onasanya Austria                                          |
| 2020 | Sigulda              | Nadežda Sergeeva Elena Mamedova Russia          | Andreea Grecu Ioana Gheorghe Romania             | Stephanie Schneider Lisette Thöne Germania                                       |
| 2021 | Winterberg           | Laura Nolte Deborah Levi Germania               | Kim Kalicki Ann-Christin Strack Germania         | Katrin Beierl Jennifer Onasanya Austria e Mariama Jamanka Leonie Fiebig Germania |
| 2022 | Sankt Moritz         | Kim Kalicki Lisa Buckwitz Germania              | Mariama Jamanka Kira Lipperheide Germania        | Laura Nolte Deborah Levi Germania                                                |
| 2023 | Altenberg            | Laura Nolte Neele Schuten Germania              | Melanie Hasler Nadja Pasternack Svizzera         | Kim Kalicki Anabel Galander Germania                                             |

### Bob a due uomini
| Anno | Luogo                  | Oro                                                      | Argento                                                 | Bronzo                                               |
| ---- | ---------------------- | -------------------------------------------------------- | ------------------------------------------------------- | ---------------------------------------------------- |
| 1929 | Davos                  | Eddie van de Pol P.M. Metzelaar Paesi Bassi              | M. Volk H. Strelin Germania                             | B.A.J. Qutram C.M. Qutram Gran Bretagna              |
| 1965 | Cortina d'Ampezzo      | Erwin Thaler Adolf Koxeder Austria                       | Remo Mosa Enzo Pierini Italia                           | Angelo Frigerio Sergio Mocellini Italia              |
| 1966 | Garmisch-Partenkirchen | Erwin Thaler Adolf Koxeder Austria                       | Manfred Hofer Karl Pichler Austria                      | Anton Pensperger Helmut Wurzer Germania Ovest        |
| 1967 | Igls                   | Erwin Thaler Reinhold Durnthaler Austria                 | Ion Panțuru Nicolae Neagoe Romania                      | Wolfgang Zimmerer Peter Utzschneider Germania Ovest  |
| 1968 | Sankt Moritz           | Wolfgang Zimmerer Peter Utzschneider Germania Ovest      | Patrick Evely Toni Fields Gran Bretagna                 | John Blockey Mike Freeman Gran Bretagna              |
| 1969 | Cervinia               | Erwin Thaler Reinhold Durnthaler Austria                 | Ion Panțuru Dumitru Focșeneanu Romania                  | Bruno Servadei Andrea Clemente Italia                |
| 1970 | Cortina d'Ampezzo      | Gianfranco Gaspari Mario Armano Italia                   | Horst Floth Pepi Bader Germania Ovest                   | Wolfgang Zimmerer Peter Utzschneider Germania Ovest  |
| 1971 | Schönau am Königssee   | Horst Floth Pepi Bader Germania Ovest                    | Hans Candrian Peter Schärer Svizzera                    | Wolfgang Zimmerer Peter Utzschneider Germania Ovest  |
| 1972 | Sankt Moritz           | Wolfgang Zimmerer Peter Utzschneider Germania Ovest      | Horst Floth Pepi Bader Germania Ovest                   | Jean Wicki Edy Hubacher Svizzera                     |
| 1973 | Cervinia               | Wolfgang Zimmerer Peter Utzschneider Germania Ovest      | Horst Floth Willi Holdorf Germania Ovest                | Walter Delle Karth Fritz Sperling Austria            |
| 1976 | Sankt Moritz           | Erich Schärer Peter Schärer Svizzera                     | Stefan Gaisreiter Donat Ertel Germania Ovest            | Fritz Lüdi Karl Häseli Svizzera                      |
| 1978 | Igls                   | Horst Schönau Harald Seifert Germania Est                | Bernhard Germeshausen Hans-Jürgen Gerhardt Germania Est | Bernhard Lehmann Matthias Trübner Germania Est       |
| 1979 | Winterberg             | Bernhard Germeshausen Hans-Jürgen Gerhardt Germania Est  | Erich Schärer Ulrich Bächli Svizzera                    | Meinhard Nehmer Bogdan Musiol Germania Est           |
| 1980 | Sankt Moritz           | Hans Hiltebrand Walter Rahm Svizzera                     | Bernhard Germeshausen Hans-Jürgen Gerhardt Germania Est | Erich Schärer Ulrich Bächli Svizzera                 |
| 1981 | Igls                   | Hans Hiltebrand Walter Rahm Svizzera                     | Bernhard Germeshausen Hans-Jürgen Gerhardt Germania Est | Wolfgang Eidenschink Andreas Geider Germania Ovest   |
| 1982 | Cortina d'Ampezzo      | Erich Schärer Max Rüegg Svizzera                         | Horst Schönau Andreas Kirchner Germania Est             | Hans Hiltebrand Ulrich Bächli Svizzera               |
| 1983 | Sarajevo               | Bernhard Lehmann Bogdan Musiol Germania Est              | Bernhard Germeshausen Hans-Jürgen Gerhardt Germania Est | Ralph Pichler Urs Leuthold Svizzera                  |
| 1984 | Igls                   | Jānis Ķipurs Aivars Šnepsts Unione Sovietica             | Detlef Richter Dietmar Jerke Germania Est               | Zintis Ėkmanis Vladimir Aleksandrov Unione Sovietica |
| 1985 | Sankt Moritz           | Zintis Ėkmanis Vladimir Aleksandrov Unione Sovietica     | Wolfgang Hoppe Dietmar Schauerhammer Germania Est       | Hans Hiltebrand Meinhard Müller Svizzera             |
| 1986 | Igls                   | Wolfgang Hoppe Dietmar Schauerhammer Germania Est        | Bernhard Lehmann Bogdan Musiol Germania Est             | Detlef Richter Steffen Grummt Germania Est           |
| 1987 | Cervinia               | Wolfgang Hoppe Dietmar Schauerhammer Germania Est        | Jānis Ķipurs Vladimir Aleksandrov Unione Sovietica      | Gustav Weder Bernd Gerber Svizzera                   |
| 1988 | Sarajevo               | Volker Dietrich Peter Förster Heiko Querner Germania Est | Nico Baracchi Donat Acklin Svizzera                     | Vjaceslav Savlev Aleksej Golovin Unione Sovietica    |
| 1989 | Winterberg             | Gustav Weder Bruno Gerber Svizzera                       | Wolfgang Hoppe Bogdan Musiol Germania Est               | Rudi Lochner Markus Zimmermann Germania Ovest        |
| 1990 | Igls                   | Gustav Weder Curdin Morell Svizzera                      | Zintis Ėkmanis Juris Tone Unione Sovietica              | Maris Poikans Andrej Gorokhov Unione Sovietica       |
| 1991 | Cervinia               | Gustav Weder Bruno Gerber Svizzera                       | Volker Dietrich Peer Joechel Germania                   | Günther Huber Stefano Ticci Italia                   |
| 1992 | Schönau am Königssee   | Gustav Weder Donat Acklin Svizzera                       | Christoph Langen Günther Eger Germania                  | Sepp Dostthaler Mike Sehr Germania                   |
| 1993 | Sankt Moritz           | Gustav Weder Donat Acklin Svizzera                       | Celeste Poltera Marco Battaglia Svizzera                | Sepp Dostthaler Mike Sehr Germania                   |
| 1994 | La Plagne              | Christoph Langen Peer Joechel Germania                   | Günther Huber Stefano Ticci Italia                      | Gustav Weder Donat Acklin Svizzera                   |
| 1995 | Altenberg              | Christoph Langen Kai-Uwe Kohlert Germania                | René Spies Sven Peter Germania                          | Reto Götschi Guido Acklin Svizzera                   |
| 1996 | Sankt Moritz           | Christoph Langen Olaf Hampel Germania                    | Reto Götschi Guido Acklin Svizzera                      | Sepp Dostthaler Thomas Platzer Germania              |
| 1997 | Königssee              | Günther Huber Antonio Tartaglia Italia                   | Sepp Dostthaler Thomas Platzer Germania                 | Reto Götschi Guido Acklin Svizzera                   |
| 1998 | Igls                   | Reto Götschi Guido Acklin Svizzera                       | Christoph Langen Olaf Hampel Germania                   | Günther Huber Antonio Tartaglia Italia               |
| 1999 | Winterberg             | Reto Götschi Guido Acklin Germania                       | Christian Reich Urs Aeberhard Svizzera                  | Sepp Dostthaler Olaf Hampel Germania                 |
| 2000 | Cortina d'Ampezzo      | André Lange René Hoppe Germania                          | Günther Huber Ubaldo Ranzi Italia                       | Christoph Langen Markus Zimmermann Germania          |
| 2001 | Schönau am Königssee   | Christoph Langen Markus Zimmermann Germania              | Christian Reich Steve Anderhub Svizzera                 | René Spies Franz Sagmeister Germania                 |
| 2002 | Cortina d'Ampezzo      | Christian Reich Steve Anderhub Svizzera                  | André Lange Kevin Kuske Germania                        | Martin Annen Beat Hefti Svizzera                     |
| 2003 | Winterberg             | René Spies Marco Jakobs Germania                         | André Lange Kevin Kuske Germania                        | Ralph Rüegg Beat Hefti Svizzera                      |
| 2004 | St. Moritz             | Christoph Langen Christoph Heyder Germania               | Ivo Rüegg Beat Hefti Svizzera                           | André Lange Kevin Kuske Germania                     |
| 2005 | Altenberg              | André Lange Martin Putze Germania                        | René Spies Franz Sagmeister Germania                    | Martin Annen Beat Hefti Svizzera                     |
| 2006 | Sankt Moritz           | André Lange Kevin Kuske Germania                         | Ivo Rüegg Cédric Grand Svizzera                         | Martin Annen Beat Hefti Svizzera                     |
| 2007 | Cortina d'Ampezzo      | Ivo Danilevič Roman Gomola Rep. Ceca                     | Ivo Rüegg Cédric Grand Svizzera                         | André Lange Kevin Kuske Germania                     |
| 2008 | Cesana                 | Aleksandr Zubkov Aleksej Voevoda Svizzera                | André Lange Kevin Kuske Germania                        | Simone Bertazzo Samuele Romanini Italia              |
| 2009 | Sankt Moritz           | André Lange Martin Putze Germania                        | Beat Hefti Thomas Lamparter Svizzera                    | Thomas Florschütz Marc Kühne Germania                |
| 2010 | Igls                   | Beat Hefti Thomas Lamparter Svizzera                     | André Lange Kevin Kuske Germania                        | Daniel Schmid Jürg Egger Svizzera                    |
| 2011 | Winterberg             | Aleksandr Zubkov Aleksej Voevoda Russia                  | Thomas Florschütz Kevin Kuske Germania                  | Karl Angerer Alex Mann Germania                      |
| 2012 | Altenberg              | Thomas Florschütz Kevin Kuske Germania                   | Maximilian Arndt Marko Hübenbecker Germania             | Beat Hefti Thomas Lamparter Svizzera                 |
| 2013 | Igls                   | Beat Hefti Thomas Lamparter Svizzera                     | Thomas Florschütz Kevin Kuske Germania                  | Francesco Friedrich Jannis Bäcker Germania           |
| 2014 | Schönau am Königssee   | Beat Hefti Alex Baumann Svizzera                         | Rico Peter Thomas Lamparter Svizzera                    | Thomas Florschütz Kevin Kuske Germania               |
| 2015 | La Plagne              | Francesco Friedrich Martin Grothkopp Germania            | Oskars Melbārdis Daumants Dreiškens Lettonia            | Rico Peter Bror van der Zijde Svizzera               |
| 2016 | Sankt Moritz           | Beat Hefti Alex Baumann Svizzera                         | Nico Walther Christian Poser Germania                   | Maximilian Arndt Kevin Kuske Germania                |
| 2017 | Winterberg             | Francesco Friedrich Thorsten Margis Germania             | Johannes Lochner Joshua Bluhm Germania                  | Oskars Ķibermanis Matīss Miknis Lettonia             |
| 2018 | Igls                   | Francesco Friedrich Thorsten Margis Germania             | Clemens Bracher Michael Kuonen Svizzera                 | Johannes Lochner Joshua Bluhm Germania               |
| 2019 | Schönau am Königssee   | Francesco Friedrich Martin Grothkopp Germania            | Johannes Lochner Christian Rasp Germania                | Romain Heinrich Dorian Hauterville Francia           |
| 2020 | Sigulda                | Oskars Ķibermanis Matīss Miknis Lettonia                 | Simon Friedli Gregory Jones Svizzera                    | Christoph Hafer Christian Hammers Germania           |
| 2021 | Winterberg             | Francesco Friedrich Thorsten Margis Germania             | Johannes Lochner Eric Franke Germania                   | Benjamin Maier Markus Sammer Austria                 |
| 2022 | Sankt Moritz           | Francesco Friedrich Thorsten Margis Germania             | Johannes Lochner Florian Bauer Germania                 | Rostislav Gajtjukevič Michail Mordasov Russia        |
| 2023 | Altenberg              | Johannes Lochner Erec Bruckert Germania                  | Michael VogtSandro Michel Svizzera                      | Francesco FriedrichAlexander Schüller Germania       |

### Bob a quattro uomini
| Anno | Luogo                | Oro                                                                                     | Argento                                                                                 | Bronzo |
| ---- | -------------------- | --------------------------------------------------------------------------------------- | --------------------------------------------------------------------------------------- | --- |
| 1967 | Igls                 | Ion Panțuru Nicolae Neagoe Petre Hristovici Gheorghe Maftei Romania                     | Erwin Thaler Reinhold Durnthaler Herbert Gruber Adolf Koxeder Austria                   | Franz Wörmann Hubert Braun Klaus Ostler Josef Gerg Germania Ovest                                                                       |
| 1968 | Sankt Moritz         | Jean Wicki Hans Candrian Willi Hofmann Walter Graf Svizzera                             | Ion Panțuru Petre Hristovici Nicolae Neagoe Gheorghe Maftei Romania                     | John Blockey Timothy Thorn John Brown Mike Freeman Gran Bretagna                                                                        |
| 1969 | Cervinia             | Alberto Frigo Gino Basuino Antonio Brancaccio Luciano De Paolis Italia                  | Ion Panțuru Dumitru Focșeneanu Tancoui Nicolae Neagoe Romania                           | Herbert Pitka Leonhard Samm Hermann Pschorr Franz Frey Germania Ovest                                                                   |
| 1970 | Cortina d'Ampezzo    | Wolfgang Zimmerer Stefan Gaisreiter Walter Steinbauer Peter Utzschneider Germania Ovest | Eugenio Baturone Julio Satorre José Manuel Pérez Guillermo Rosal Spagna                 | Ion Panțuru Nicolae Neagoe Dumitru Pascu Ion Zangor Romania                                                                             |
| 1971 | Igls                 | Ion Panțuru Ion Zangor Dumitru Pascu Dumitru Focșeneanu Romania                         | Wolfgang Zimmerer Stefan Gaisreiter Walter Steinbauer Peter Utzschneider Germania Ovest | Horst Floth Donat Ertel Jan Thölke Pepi Bader Germania Ovest                                                                            |
| 1972 | Sankt Moritz         | Hansruedi Müller Herbert Ott Rudolf Born Hans Hiltebrand Svizzera                       | Herbert Pitka Hermann Pschorr Helmut Wurzer Franz Frey Germania Ovest                   | Werner Delle Karth Fritz Sperling Walter Delle Karth Werner Moser Austria                                                               |
| 1973 | Cervinia             | Wolfgang Zimmerer Peter Utzschneider Stefan Gaisreiter Fritz Ohlwärter Germania Ovest   | Fritz Lüdi Thomas Hagen Ferdi Müller Karl Häseli Svizzera                               | René Stadler Werner Camichel Erich Schärer Peter Schärer Svizzera                                                                       |
| 1976 | Sankt Moritz         | Stefan Gaisreiter Hans Wagner Donat Ertel Walter Gillik Germania Ovest                  | Wolfgang Zimmerer Peter Utzschneider Bodo Bittner Manfred Schumann Germania Ovest       | Erich Schärer Peter Schärer Werner Camichel Joseph Benz Svizzera                                                                        |
| 1978 | Igls                 | Fritz Sperling Franz Köfel Franz Rednack Walter Köck Austria                            | Meinhard Nehmer Hans-Jürgen Gerhardt Bernhard Germeshausen Raimund Bethge Germania Est  | Horst Schönau Horst Bernhardt Harald Seifert Bogdan Musiol Germania Est                                                                 |
| 1979 | Winterberg           | Meinhard Nehmer Jochen Babock Bernhard Germeshausen Hans-Jürgen Gerhardt Germania Est   | Erich Schärer Ulrich Bächli Tony Rüegg Hansjörg Trachsel Svizzera                       | Horst Schönau Horst Bernhardt Andreas Kirchner Bogdan Musiol Germania Est                                                               |
| 1980 | Sankt Moritz         | Erich Schärer Ulrich Bächli Ruedi Marti Joseph Benz Svizzera                            | Peter Schärer Max Rüegg Tony Rüegg Hansjörg Trachsel Svizzera                           | Hans Hiltebrand Ulrich Schindler Walter Rahm Armin Baumgartner Svizzera                                                                 |
| 1981 | Igls                 | Bernhard Germeshausen Matthias Trübner Henry Gerlach Hans-Jürgen Gerhardt Germania Est  | Horst Schönau Detlef Richter Dietmar Jerke Andreas Kirchner Germania Est                | Bernhard Lehmann Bogdan Musiol Roland Wetzig Eberhard Weise Germania Est                                                                |
| 1982 | Cortina d'Ampezzo    | Ralph Pichler Kurt Ott Urs Leuthold Klaus Svizzera                                      | Detlef Richter Michael Richter Thomas Forch Dietmar Jerke Germania Est                  | Walter Delle Karth Günter Krispel Hans Lindner Ferdinand Grössing Austria                                                               |
| 1983 | Sarajevo             | Ekkehard Fasser Kurt Poletti Hans Märchy Rolf Strittmatter Svizzera                     | Bernhard Lehmann Bogdan Musiol Ingo Voge Eberhard Weise Germania Est                    | Silvio Giobellina Urs Salzmann Heinz Stettler Rico Freiermuth Svizzera                                                                  |
| 1984 | Igls                 | Silvio Giobellina Heinz Stettler Urs Salzmann Rico Freiermuth Svizzera                  | Detlef Richter Thomas Forch Matthias Legler Dietmar Jerke Germania Est                  | Ekkehard Fasser Hans Märchy Kurt Poletti Rolf Strittmatter Svizzera                                                                     |
| 1985 | Sankt Moritz         | Silvio Giobellina Heinz Stettler Urs Salzmann Rico Freiermuth Svizzera                  | Wolfgang Hoppe Roland Wetzig Ingo Voge Dietmar Schauerhammer Germania Est               | Hans Hiltebrand Urs Leuthold Kurt Ott Meinhard Müller Svizzera                                                                          |
| 1986 | Igls                 | Hans Hiltebrand Kurt Meier Erwin Fassbind André Kiser Svizzera                          | Bernhard Lehmann Matthias Trübner Ingo Voge Bogdan Musiol Germania Est                  | Peter Kienast Franz Siegl Gerhard Redl Christian Mark Austria                                                                           |
| 1987 | Cervinia             | Wolfgang Hoppe Roland Wetzig Bogdan Musiol Dietmar Schauerhammer Germania Est           | Ralph Pichler Heinrich Notter Edgar Dietsche Celeste Poltera Svizzera                   | Ekkehard Fasser Kurt Meier Werner Stocker Rolf Strittmatter Svizzera                                                                    |
| 1988 | Sarajevo             | Christian Schebitz Uwe Höring Gerhard Oechsle Leroy Hieber Germania Ovest               | Volker Dietrich René Hannemann Torsten Körner Axel Kühn Germania Est                    | Silvio Giobellina Curdin Morell Urs Salzmann Celeste Poltera Svizzera                                                                   |
| 1989 | Winterberg           | Ingo Appelt Harald Winkler Gerhard Redl Jürgen Mandl Austria                            | Harald Czudaj Tino Bonk Karsten Brannasch Peter Förster Germania Est                    | Peter Kienast Thomas Schroll Franz Siegl Kurt Teigl Austria                                                                             |
| 1990 | Igls                 | Peter Kienast Thomas Schroll Martin Riedl Hans Lindner Austria                          | Ingo Appelt Gerhard Redl Jürgen Mandl Harald Winkler Austria                            | Gustav Weder Bruno Gerber Lorenz Schindelholz Curdin Morell Svizzera                                                                    |
| 1991 | Cervinia             | Gustav Weder Bruno Gerber Lorenz Schindelholz Curdin Morell Svizzera                    | Dirk Wiese Thorsten Wölm Oliver Rogge Olaf Hampel Germania                              | Volker Dietrich Sven Rühr Frank Jacob Thomas Rex Germania                                                                               |
| 1992 | Schönau am Königssee | Harald Czudaj Tino Bonk Axel Jang Alexander Szelig Germania                             | Hubert Schösser Hannes Conti Martin Riedl Gerhard Haidacher Austria                     | Paul Neagu Laurențiu Budur Laszlo Modos Costel Petrariu Romania                                                                         |
| 1993 | Sankt Moritz         | Gustav Weder Donat Acklin Kurt Meier Domenico Semeraro Svizzera                         | Dirk Wiese Christoph Bartsch Oliver Rogge Wolfgang Haupt Germania                       | Hubert Schösser Gerhard Redl Harald Winkler Gerhard Haidacher Austria                                                                   |
| 1994 | La Plagne            | Günther Huber Antonio Tartaglia Stefano Ticci Mirco Ruggiero Italia                     | Mark Tout George Farell Jason Wing Lenny Paul Gran Bretagna                             | Dirk Wiese Christoph Bartsch Michael Liekmeier Wolfgang Haupt Germania                                                                  |
| 1995 | Altenberg            | Wolfgang Hoppe Ulf Hielscher René Hannemann Carsten Embach Germania                     | Hubert Schösser Gerhard Redl Thomas Schroll Martin Schützenauer Austria                 | Harald Czudaj Karsten Brannasch Alexander Szelig Udo Lehmann Germania                                                                   |
| 1996 | Sankt Moritz         | Christoph Langen Sven Rühr Markus Zimmermann Olaf Hampel Germania                       | Wolfgang Hoppe Torsten Voss Sven Peter Carsten Embach Germania                          | Marcel Rohner Markus Wasser Thomas Schreiber Roland Tanner Svizzera                                                                     |
| 1997 | Schönau am Königssee | Reto Götschi Guido Acklin Daniel Giger Beat Seitz Svizzera                              | Marcel Rohner Markus Nüssli Thomas Schreiber Roland Tanner Svizzera                     | Dirk Wiese Christoph Bartsch Torsten Voss Michael Liekmeier Germaniae Harald Czudaj nd Germania                                         |
| 1998 | Igls                 | Harald Czudaj Torsten Voss Steffen Görmer Alexander Szelig Germania                     | Hubert Schösser Peter Leismüller Erwin Arnold Martin Schützenauer Austria               | Christoph Langen Markus Zimmermann Kai-Uwe Kohlert Olaf Hampel Germania                                                                 |
| 1999 | Winterberg           | Christoph Langen Markus Zimmermann Thomas Platzer Sven Rühr Germania                    | Marcel Rohner Markus Nüssli Beat Hefti Silvio Schaufelberger Svizzera                   | Harald Czudaj Torsten Voss Udo Lehmann Carsten Embach Germania e Wolfgang Stampfer Jochen Buck Erwin Arnold Martin Schützenauer Austria |
| 2000 | Cortina d'Ampezzo    | Bruno Mingeon Emmanuel Hostache Christophe Fouquet Max Robert Francia                   | Sandis Prūsis Mārcis Rullis Matiss Zacmanis Jānis Ozols Lettonia                        | Christoph Langen Sven Rühr Thomas Platzer Jörg Treffer Germania                                                                         |
| 2001 | Schönau am Königssee | Matthias Benesch Torsten Voss Udo Lehmann Alexander Szelig Germania                     | Christoph Langen Markus Zimmermann Sven Peter Alexander Metzger Germania                | André Lange Lars Behrendt René Hoppe Carsten Embach Germania                                                                            |
| 2002 | Cortina d'Ampezzo    | André Lange Enrico Kühn Kevin Kuske Carsten Embach Germania                             | Bruno Mingeon Éric Le Chanony Christophe Fouquet Max Robert Francia                     | Matthias Benesch Torsten Voss Udo Lehmann Alexander Szelig Germania                                                                     |
| 2003 | Winterberg           | Sandis Prūsis Janis Silarajs Mārcis Rullis Jānis Ozols Lettonia                         | André Lange René Hoppe Enrico Kühn Carsten Embach Germania                              | Martin Annen Urs Aeberhard Silvio Schaufelberger Cédric Grand Svizzera                                                                  |
| 2004 | Sankt Moritz         | André Lange Udo Lehmann Kevin Kuske René Hoppe Germania                                 | Ivo Rüegg Ali Dincer Beat Hefti Christian Aebli Svizzera                                | Christoph Langen Markus Zimmermann Enrico Kühn Alexander Metzger Germania                                                               |
| 2005 | Altenberg            | Aleksandr Zubkov Aleksej Selivërstov Sergej Golubev Dmitrij Stëpuškin Russia            | André Lange René Hoppe Thomas Pöge Martin Putze Germania                                | Matthias Höpfner Marc Kühne Andreas Barucha Stefan Barucha Germania                                                                     |
| 2006 | Sankt Moritz         | Martin Annen Thomas Lamparter Beat Hefti Cédric Grand Svizzera                          | André Lange René Hoppe Kevin Kuske Martin Putze Germania                                | Aleksandr Zubkov Sergej Golubev Aleksej Selivërstov Dmitrij Stëpuškin Russia                                                            |
| 2007 | Cortina d'Ampezzo    | André Lange Alexander Rödiger Kevin Kuske Martin Putze Germania                         | Evgenij Popov Roman Orešnikov Dmitrij Trunenkov Dmitrij Stëpuškin Russia                | Ivo Rüegg Roman Handschin Thomas Lamparter Cédric Grand Svizzera                                                                        |
| 2008 | Cesana Torinese      | Jānis Miņins Daumants Dreiškens Oskars Melbārdis Intars Dambis Lettonia                 | Martin Galliker Jürg Egger Olexander Streltsov Patrick Blöchliger Svizzera              | André Lange René Hoppe Kevin Kuske Martin Putze Germania                                                                                |
| 2009 | Sankt Moritz         | Aleksandr Zubkov Roman Orešnikov Dmitrij Trunenkov Dmitrij Stëpuškin Russia             | Thomas Florschütz Marc Kühne Andreas Barucha Alexander Metzger Germania                 | Karl Angerer Andreas Udvari Thomas Pöge Gregor Bermbach Germania                                                                        |
| 2010 | Igls                 | André Lange René Hoppe Kevin Kuske Martin Putze Germania                                | Ivo Rüegg Roman Handschin Cédric Grand Thomas Lamparter Svizzera                        | Thomas Florschütz Ronny Listner Richard Adjei Andreas Barucha Germania                                                                  |
| 2011 | Winterberg           | Manuel Machata Richard Adjei Andreas Bredau Florian Becke Germania                      | Thomas Florschütz Ronny Listner Kevin Kuske Andreas Barucha Germania                    | Aleksandr Zubkov Filipp Egorov Dmitrij Trunenkov Nikolaj Chrenkov Russia                                                                |
| 2012 | Altenberg            | Maximilian Arndt Alexander Rödiger Marko Hübenbecker Martin Putze Germania              | Aleksandr Zubkov Filipp Egorov Dmitrij Trunenkov Nikolaj Chrenkov Russia                | Thomas Florschütz Ronny Listner Kevin Kuske Thomas Blaschek Germania                                                                    |
| 2013 | Igls                 | Maximilian Arndt Marko Hübenbecker Alexander Rödiger Martin Putze Germania              | Beat Hefti Alex Baumann Thomas Lamparter Jürg Egger Svizzera                            | Thomas Florschütz Andreas Bredau Kevin Kuske Thomas Blaschek Germania                                                                   |
| 2014 | Schönau am Königssee | Beat Hefti Alex Baumann Jürg Egger Thomas Amrhein Svizzera                              | John James Jackson Stuart Benson Bruce Tasker Joel Fearon Gran Bretagna                 | Francesco Friedrich Alex Mann Gregor Bermbach Thorsten Margis Germania                                                                  |
| 2015 | La Plagne            | Oskars Melbārdis Daumants Dreiškens Arvis Vilkaste Jānis Strenga Lettonia               | Francesco Friedrich Candy Bauer Martin Grothkopp Thorsten Margis Germania               | Nico Walther Marko Hübenbecker Andreas Bredau Christian Poser Germania                                                                  |
| 2016 | Sankt Moritz         | Maximilian Arndt Kevin Korona Martin Putze Ben Heber Germania                           | Benjamin Maier Marco Rangl Markus Sammer Dănuț Ion Moldovan Svizzera                    | Oskars Melbārdis Daumants Dreiškens Arvis Vilkaste Jānis Strenga Austria                                                                |
| 2017 | Winterberg           | Johannes Lochner Sebastian Mrowka Joshua Bluhm Christian Rasp Germania                  | Nico Walther Kevin Kuske Kevin Korona Eric Franke Germania                              | Benjamin Maier Stefan Laussegger Markus Sammer Dănuț Ion Moldovan Austria                                                               |
| 2018 | Igls                 | Johannes Lochner Marc Rademacher Joshua Bluhm Christian Rasp Germania                   | Francesco Friedrich Candy Bauer Martin Grothkopp Thorsten Margis Germania               | Oskars Melbārdis Daumants Dreiškens Helvijs Lūsis Jānis Strenga Lettonia                                                                |
| 2019 | Schönau am Königssee | Johannes Lochner Florian Bauer Marc Rademacher Christian Rasp Germania                  | Oskars Ķibermanis Matīss Miknis Arvis Vilkaste Jānis Strenga Lettonia                   | Francesco Friedrich Candy Bauer Martin Grothkopp Alexander Schüller Germania                                                            |
| 2020 | Winterberg           | Johannes Lochner Florian Bauer Christopher Weber Christian Rasp Germania                | Francesco Friedrich Candy Bauer Alexander Schüller Thorsten Margis Germania             | Nico Walther Paul Krenz Kevin Korona Eric Franke Germania                                                                               |
| 2021 | Winterberg           | Francesco Friedrich Thorsten Margis Candy Bauer Alexander Schüller Germania             | Benjamin Maier Sascha Stepan Markus Sammer Kristian Huber Austria                       | Rostislav Gajtjukevič Michail Mordasov Il'ja Malych Ruslan Samitov Russia                                                               |
| 2022 | Sankt Moritz         | Oskars Ķibermanis Dāvis Spriņģis Matīss Miknis Edgars Nemme Lettonia                    | Francesco Friedrich Martin Grothkopp Alexander Rödiger Alexander Schüller Germania      | Rostislav Gajtjukevič Michail Mordasov Pavel Travkin Aleksej Laptev Russia                                                              |
| 2023 | Altenberg            | Brad Hall Arran Gulliver Taylor Lawrence Greg Cackett Gran Bretagna                     | Francesco Friedrich Thorsten Margis Candy Bauer Felix Straub Germania                   | Michael Vogt Sandro Michel Alain Knuser Cyril Bieri Svizzera                                                                            |
| 2024 | Igls                 | Francesco Friedrich Alexander Schüller Candy Bauer Felix Straub Germania                | Johannes Lochner Erec Brucker Joshua Tasche Georg Fleischhauer Germania                 | Emīls Cipulis Dāvis Spriņģis Matīss Miknis Krists Lindenblats Lettonia                                                                  |

## Medagliere
Aggiornato all'edizione 2023.

### Totale
| Pos.   | Nazione          | Oro | Argento | Bronzo | Totale |
| ------ | ---------------- | --- | ------- | ------ | ------ |
| 1      | Germania         | 57  | 48      | 48     | 153    |
| 2      | Svizzera         | 30  | 27      | 33     | 90     |
| 3      | Germania Est     | 9   | 18      | 6      | 33     |
| 4      | Germania Ovest   | 8   | 7       | 9      | 24     |
| 5      | Austria          | 7   | 8       | 12     | 27     |
| 6      | Russia           | 5   | 4       | 6      | 15     |
| 7      | Lettonia         | 5   | 3       | 3      | 11     |
| 8      | Italia           | 4   | 4       | 6      | 14     |
| 9      | Romania          | 2   | 6       | 2      | 10     |
| 10     | Unione Sovietica | 2   | 2       | 3      | 7      |
| 11     | Gran Bretagna    | 1   | 3       | 4      | 8      |
| 12     | Francia          | 1   | 1       | 1      | 3      |
| 13     | Paesi Bassi      | 1   | 0       | 3      | 4      |
| 14     | Rep. Ceca        | 1   | 0       | 0      | 1      |
| 15     | Belgio           | 0   | 1       | 0      | 1      |
| 15     | Spagna           | 0   | 1       | 0      | 1      |
| Totale | Totale           | 133 | 133     | 136    | 402    |

### Monobob donne
| Pos.   | Nazione  | Oro | Argento | Bronzo | Totale |
| ------ | -------- | --- | ------- | ------ | ------ |
| 1      | Germania | 2   | 1       | 1      | 4      |
| 2      | Romania  | 0   | 1       | 0      | 1      |
| 3      | Russia   | 0   | 0       | 1      | 1      |
| Totale | Totale   | 2   | 2       | 2      | 6      |

### Bob a due donne
| Pos.   | Nazione       | Oro | Argento | Bronzo | Totale |
| ------ | ------------- | --- | ------- | ------ | ------ |
| 1      | Germania      | 18  | 14      | 10     | 42     |
| 2      | Svizzera      | 1   | 2       | 3      | 6      |
| 3      | Russia        | 1   | 1       | 0      | 2      |
| 4      | Italia        | 0   | 1       | 1      | 2      |
| 5      | Belgio        | 0   | 1       | 0      | 1      |
| 5      | Romania       | 0   | 1       | 0      | 1      |
| 7      | Austria       | 0   | 0       | 3      | 3      |
| 7      | Paesi Bassi   | 0   | 0       | 3      | 3      |
| 9      | Gran Bretagna | 0   | 0       | 1      | 1      |
| Totale | Totale        | 20  | 20      | 21     | 61     |

### Bob a due uomini
| Pos.   | Nazione          | Oro | Argento | Bronzo | Totale |
| ------ | ---------------- | --- | ------- | ------ | ------ |
| 1      | Germania         | 18  | 19      | 16     | 53     |
| 2      | Svizzera         | 14  | 15      | 17     | 47     |
| 3      | Germania Est     | 6   | 9       | 3      | 18     |
| 4      | Germania Ovest   | 5   | 4       | 6      | 15     |
| 5      | Austria          | 4   | 1       | 2      | 7      |
| 6      | Italia           | 2   | 3       | 5      | 10     |
| 7      | Unione Sovietica | 2   | 2       | 3      | 7      |
| 8      | Russia           | 2   | 0       | 1      | 3      |
| 9      | Lettonia         | 1   | 1       | 1      | 3      |
| 10     | Paesi Bassi      | 1   | 0       | 0      | 1      |
| 10     | Rep. Ceca        | 1   | 0       | 0      | 1      |
| 12     | Romania          | 0   | 2       | 0      | 2      |
| 13     | Gran Bretagna    | 0   | 1       | 2      | 3      |
| 14     | Francia          | 0   | 0       | 1      | 1      |
| Totale | Totale           | 57  | 57      | 57     | 171    |

### Bob a quattro uomini
| Pos.   | Nazione        | Oro | Argento | Bronzo | Totale |
| ------ | -------------- | --- | ------- | ------ | ------ |
| 1      | Germania       | 19  | 14      | 21     | 54     |
| 2      | Svizzera       | 14  | 10      | 13     | 37     |
| 3      | Lettonia       | 4   | 2       | 2      | 8      |
| 4      | Germania Est   | 3   | 9       | 3      | 15     |
| 5      | Austria        | 3   | 7       | 7      | 17     |
| 6      | Germania Ovest | 3   | 3       | 3      | 9      |
| 7      | Russia         | 2   | 3       | 4      | 9      |
| 8      | Romania        | 2   | 2       | 2      | 6      |
| 9      | Italia         | 2   | 0       | 0      | 2      |
| 10     | Gran Bretagna  | 1   | 2       | 1      | 4      |
| 11     | Francia        | 1   | 1       | 0      | 2      |
| 12     | Spagna         | 0   | 1       | 0      | 1      |
| Totale | Totale         | 54  | 54      | 56     | 164    |

## Statistiche e record

### Titoli vinti
Nelle seguenti classifiche sono indicate tutte le atlete vincitrici di almeno un titolo nel monobob femminile, di due nel bob a due femminile e tutti gli atleti vincitori di almeno tre titoli per le discipline maschili, ordinate/i per numero di vittorie. Le graduatorie sono aggiornate all'edizione 2022. In grassetto le atlete e gli atleti ancora in attività.

#### Monobob donne
| Pos. | Atleta          | Nazione  | Titoli | Edizioni vinte |
| ---- | --------------- | -------- | ------ | -------------- |
| 1    | Mariama Jamanka | Germania | 1      | 2022           |

#### Bob a due donne
| Pos. | Atleta               | Nazione  | Titoli | Da pilota | Da frenatrice | Edizioni vinte                      |
| ---- | -------------------- | -------- | ------ | --------- | ------------- | ----------------------------------- |
| 1    | Sandra Kiriasis      | Germania | 6      | 6         | -             | 2006, 2007, 2008, 2009, 2011 e 2013 |
| 2    | Annika Drazek        | Germania | 4      | -         | 4             | 2016, 2017, 2018 e 2019             |
| 2    | Cathleen Martini     | Germania | 4      | 4         | -             | 2004, 2005, 2010 e 2012             |
| 2    | Berit Wiacker        | Germania | 4      | -         | 4             | 2006, 2008, 2009, 2011              |
| 5    | Franziska Bertels    | Germania | 2      | -         | 2             | 2013 e 2015                         |
| 5    | Mariama Jamanka      | Germania | 2      | 2         | -             | 2017 e 2019                         |
| 5    | Romy Logsch          | Germania | 2      | -         | 2             | 2007 e 2010                         |
| 5    | Anja Schneiderheinze | Germania | 2      | 2         | -             | 2015 e 2016                         |
| 5    | Janine Tischer       | Germania | 2      | -         | 2             | 2005 e 2012                         |

#### Bob a due uomini
| Pos. | Atleta              | Nazione        | Titoli | Da pilota | Da frenatore | Edizioni vinte                      |
| ---- | ------------------- | -------------- | ------ | --------- | ------------ | ----------------------------------- |
| 1    | Francesco Friedrich | Germania       | 6      | 6         | -            | 2015, 2017, 2018, 2019, 2021 e 2022 |
| 2    | Christoph Langen    | Germania       | 5      | 5         | -            | 1994, 1995, 1996, 2001 e 2004       |
| 2    | Gustav Weder        | Svizzera       | 5      | 5         | -            | 1989, 1990, 1991, 1992 e 1993       |
| 4    | Beat Hefti          | Svizzera       | 4      | 4         | -            | 2010, 2013, 2014 e 2016             |
| 4    | André Lange         | Germania       | 4      | 4         | -            | 2000, 2005, 2006 e 2009             |
| 4    | Thorsten Margis     | Germania       | 4      | -         | 4            | 2017, 2018, 2021 e 2022             |
| 4    | Erwin Thaler        | Austria        | 4      | 4         | -            | 1965, 1966, 1967 e 1969             |
| 8    | Peter Utzschneider  | Germania Ovest | 3      | -         | 3            | 1968, 1972 e 1973                   |
| 8    | Wolfgang Zimmerer   | Germania Ovest | 3      | 3         | -            | 1968, 1972 e 1973                   |

#### Bob a quattro uomini
| Pos. | Atleta            | Nazione        | Titoli | Da pilota | Da frenatore | Edizioni vinte                |
| ---- | ----------------- | -------------- | ------ | --------- | ------------ | ----------------------------- |
| 1    | Martin Putze      | Germania       | 5      | -         | 5            | 2007, 2010, 2012, 2013 e 2016 |
| 2    | Kevin Kuske       | Germania       | 4      | -         | 4            | 2002, 2004, 2007 e 2010       |
| 2    | André Lange       | Germania       | 4      | 4         | -            | 2002, 2004, 2007 e 2010       |
| 2    | Johannes Lochner  | Germania       | 4      | 4         | -            | 2017, 2018, 2019 e 2020       |
| 2    | Christian Rasp    | Germania       | 4      | -         | 4            | 2017, 2018, 2019 e 2020       |
| 6    | Maximilian Arndt  | Germania       | 3      | 3         | -            | 2012, 2013 e 2016             |
| 6    | Alexander Rödiger | Germania       | 3      | -         | 3            | 2007, 2013 e 2013             |
| 6    | Stefan Gaisreiter | Germania Ovest | 3      | 1         | 2            | 1970, 1973 e 1976             |
| 6    | Alexander Szelig  | Germania       | 3      | -         | 3            | 1992, 1998 e 2001             |

#### Totale donne
Nella seguente classifica sono indicate tutte le atlete vincitrici di almeno due titoli in qualsiasi disciplina femminile, ordinati per numero di vittorie. Le graduatorie sono aggiornate all'edizione 2022. In grassetto le atlete ancora in attività.
| Pos. | Atleta               | Nazione  | Titoli | Monobob | Bob a due | Da pilota | Da frenatrice | Primo titolo | Ultimo titolo |
| ---- | -------------------- | -------- | ------ | ------- | --------- | --------- | ------------- | ------------ | ------------- |
| 1    | Sandra Kiriasis      | Germania | 6      | -       | 6         | 6         | -             | 2006         | 2013          |
| 2    | Annika Drazek        | Germania | 4      | -       | 4         | -         | 4             | 2016         | 2019          |
| 2    | Cathleen Martini     | Germania | 4      | -       | 4         | 4         | -             | 2004         | 2012          |
| 2    | Berit Wiacker        | Germania | 4      | -       | 4         | -         | 4             | 2006         | 2011          |
| 5    | Mariama Jamanka      | Germania | 3      | 1       | 2         | 3         | -             | 2017         | 2022          |
| 6    | Franziska Bertels    | Germania | 2      | -       | 2         | -         | 2             | 2013         | 2015          |
| 6    | Romy Logsch          | Germania | 2      | -       | 2         | -         | 2             | 2007         | 2010          |
| 6    | Anja Schneiderheinze | Germania | 2      | -       | 2         | 2         | -             | 2015         | 2016          |
| 6    | Janine Tischer       | Germania | 2      | -       | 2         | -         | 2             | 2005         | 2012          |

#### Totale uomini
Nella seguente classifica sono indicati tutti gli atleti vincitori di almeno quattro titoli in qualsiasi disciplina maschile, ordinati per numero di vittorie. Le graduatorie sono aggiornate all'edizione 2022. In grassetto gli atleti ancora in attività.
| Pos. | Atleta              | Nazione               | Titoli | Bob a due | Bob a quattro | Da pilota | Da frenatore | Primo titolo | Ultimo titolo |
| ---- | ------------------- | --------------------- | ------ | --------- | ------------- | --------- | ------------ | ------------ | ------------- |
| 1    | André Lange         | Germania              | 8      | 4         | 4             | 8         | -            | 2000         | 2010          |
| 2    | Francesco Friedrich | Germania              | 7      | 6         | 1             | 7         | -            | 2015         | 2022          |
| 2    | Christoph Langen    | Germania              | 7      | 5         | 2             | 7         | -            | 1994         | 2004          |
| 2    | Martin Putze        | Germania              | 7      | 2         | 5             | -         | 7            | 2005         | 2016          |
| 2    | Gustav Weder        | Svizzera              | 7      | 5         | 2             | 7         | -            | 1989         | 1993          |
| 6    | Beat Hefti          | Svizzera              | 6      | 4         | 2             | 5         | 1            | 2006         | 2016          |
| 6    | Kevin Kuske         | Germania              | 6      | 2         | 4             | -         | 6            | 2002         | 2012          |
| 8    | Thorsten Margis     | Germania              | 5      | 4         | 1             | -         | 5            | 2017         | 2022          |
| 8    | Peter Utzschneider  | Germania Ovest        | 5      | 3         | 2             | -         | 5            | 1968         | 1973          |
| 8    | Wolfgang Zimmerer   | Germania Ovest        | 5      | 3         | 2             | 5         | -            | 1968         | 1973          |
| 11   | Hans Hiltebrand     | Svizzera              | 4      | 2         | 2             | 3         | 1            | 1972         | 1986          |
| 11   | Wolfgang Hoppe      | Germania Est Germania | 4      | 2         | 2             | 4         | -            | 1986         | 1995          |
| 11   | Johannes Lochner    | Germania              | 4      | -         | 4             | 4         | -            | 2017         | 2020          |
| 11   | Christian Rasp      | Germania              | 4      | -         | 4             | -         | 4            | 2017         | 2020          |
| 11   | Erwin Thaler        | Austria               | 4      | 4         | -             | 4         | -            | 1965         | 1969          |
| 11   | Aleksandr Zubkov    | Russia                | 4      | 2         | 2             | 4         | -            | 2005         | 2011          |

### Medaglie conquistate
Nelle seguenti classifiche sono indicate le prime dieci atlete e i primi dieci atleti vincitori di medaglie per singola disciplina, ordinate per numero e per tipologia (con precedenza agli ori, poi agli argenti e infine ai bronzi). Le graduatorie sono aggiornate all'edizione 2022. In grassetto le atlete e gli atleti ancora in attività.

#### Monobob donne
| Pos. | Atleta           | Nazione  | Totale | Oro | Argento | Bronzo | Prima medaglia | Ultima medaglia |
| ---- | ---------------- | -------- | ------ | --- | ------- | ------ | -------------- | --------------- |
| 1    | Mariama Jamanka  | Germania | 1      | 1   | -       | -      | 2022 (O)       | 2022 (O)        |
| 2    | Laura Nolte      | Germania | 1      | -   | 1       | -      | 2022 (A)       | 2022 (A)        |
| 3    | Nadežda Sergeeva | Russia   | 1      | -   | -       | 1      | 2022 (B)       | 2022 (B)        |

#### Bob a due donne
| Pos. | Atleta               | Nazione  | Totale | Oro | Argento | Bronzo | Da pilota | Da frenatrice | Prima medaglia | Ultima medaglia |
| ---- | -------------------- | -------- | ------ | --- | ------- | ------ | --------- | ------------- | -------------- | --------------- |
| 1    | Sandra Kiriasis      | Germania | 10     | 6   | 3       | 1      | 10        | -             | 2005 (A)       | 2014 (A)        |
| 2    | Cathleen Martini     | Germania | 9      | 4   | 4       | 1      | 9         | -             | 2004 (O)       | 2015 (A)        |
| 3    | Stephanie Schneider  | Germania | 6      | 1   | 2       | 3      | 4         | 2             | 2013 (B)       | 2020 (B)        |
| 4    | Anja Schneiderheinze | Germania | 5      | 2   | 3       | -      | 4         | 1             | 2005 (A)       | 2016 (O)        |
| 4    | Janine Tischer       | Germania | 5      | 2   | 3       | -      | -         | 5             | 2005 (O)       | 2012 (O)        |
| 6    | Mariama Jamanka      | Germania | 5      | 2   | 2       | 1      | 5         | -             | 2017 (O)       | 2022 (A)        |
| 7    | Annika Drazek        | Germania | 4      | 4   | -       | -      | -         | 4             | 2016 (O)       | 2019 (O)        |
| 7    | Berit Wiacker        | Germania | 4      | 4   | -       | -      | -         | 4             | 2006 (O)       | 2011 (O)        |
| 9    | Ann-Christin Strack  | Germania | 3      | -   | 2       | 1      | -         | 3             | 2018 (B)       | 2021 (A)        |
| 10   | Jennifer Onasanya    | Austria  | 3      | -   | -       | 3      | -         | 3             | 2017 (B)       | 2021 (B)        |

#### Bob a due uomini
| Pos. | Atleta              | Nazione        | Totale | Oro | Argento | Bronzo | Da pilota | Da frenatore | Prima medaglia | Ultima medaglia |
| ---- | ------------------- | -------------- | ------ | --- | ------- | ------ | --------- | ------------ | -------------- | --------------- |
| 1    | Kevin Kuske         | Germania       | 12     | 2   | 6       | 4      | -         | 12           | 2002 (A)       | 2016 (B)        |
| 2    | Beat Hefti          | Svizzera       | 11     | 4   | 2       | 5      | 6         | 5            | 2002 (B)       | 2016 (O)        |
| 3    | André Lange         | Germania       | 10     | 4   | 4       | 2      | 10        | -            | 2000 (O)       | 2010 (A)        |
| 4    | Christoph Langen    | Germania       | 8      | 5   | 2       | 1      | 8         | -            | 1992 (A)       | 2004 (O)        |
| 5    | Francesco Friedrich | Germania       | 7      | 6   | -       | 1      | 7         | -            | 2013 (B)       | 2022 (O)        |
| 6    | Gustav Weder        | Svizzera       | 7      | 5   | -       | 2      | 7         | -            | 1987 (B)       | 1994 (B)        |
| 7    | Peter Utzschneider  | Germania Ovest | 6      | 3   | -       | 3      | -         | 6            | 1967 (B)       | 1973 (O)        |
| 7    | Wolfgang Zimmerer   | Germania Ovest | 6      | 3   | -       | 3      | 6         | -            | 1967 (B)       | 1973 (O)        |
| 9    | Thomas Lamparter    | Svizzera       | 5      | 2   | 2       | 1      | -         | 5            | 2009 (A)       | 2014 (A)        |
| 10   | Guido Acklin        | Svizzera       | 5      | 2   | 1       | 2      | -         | 5            | 1995 (B)       | 1999 (O)        |
| 10   | Reto Götschi        | Svizzera       | 5      | 2   | 1       | 2      | 5         | -            | 1995 (B)       | 1999 (O)        |

#### Bob a quattro uomini
| Pos. | Atleta              | Nazione               | Totale | Oro | Argento | Bronzo | Da pilota | Da frenatore | Prima medaglia | Ultima medaglia |
| ---- | ------------------- | --------------------- | ------ | --- | ------- | ------ | --------- | ------------ | -------------- | --------------- |
| 1    | Kevin Kuske         | Germania              | 10     | 4   | 3       | 3      | -         | 10           | 2002 (O)       | 2017 (A)        |
| 2    | André Lange         | Germania              | 9      | 4   | 3       | 2      | 9         | -            | 2001 (B)       | 2010 (O)        |
| 3    | Martin Putze        | Germania              | 8      | 5   | 2       | 1      | -         | 8            | 2005 (A)       | 2016 (O)        |
| 4    | René Hoppe          | Germania              | 7      | 2   | 3       | 2      | -         | 7            | 2001 (B)       | 2010 (O)        |
| 5    | Francesco Friedrich | Germania              | 7      | 1   | 3       | 3      | 7         | -            | 2014 (B)       | 2022 (A)        |
| 6    | Carsten Embach      | Germania              | 6      | 2   | 2       | 2      | -         | 6            | 1995 (O)       | 2003 (A)        |
| 7    | Harald Czudaj       | Germania Est Germania | 6      | 2   | 1       | 3      | 6         | -            | 1989 (A)       | 1999 (B)        |
| 7    | Christoph Langen    | Germania              | 6      | 2   | 1       | 3      | 6         | -            | 1996 (O)       | 2004 (B)        |
| 7    | Torsten Voss        | Germania              | 6      | 2   | 1       | 3      | -         | 6            | 1996 (A)       | 2002 (B)        |
| 10   | Bogdan Musiol       | Germania Est          | 6      | 1   | 2       | 3      | -         | 6            | 1978 (B)       | 1987 (O)        |

#### Totale donne
| Pos. | Atleta               | Nazione  | Totale | Oro | Argento | Bronzo | Da pilota | Da frenatrice | Prima medaglia | Ultima medaglia |
| ---- | -------------------- | -------- | ------ | --- | ------- | ------ | --------- | ------------- | -------------- | --------------- |
| 1    | Sandra Kiriasis      | Germania | 10     | 6   | 3       | 1      | 10        | -             | 2005 (A)       | 2014 (A)        |
| 2    | Cathleen Martini     | Germania | 9      | 4   | 4       | 1      | 9         | -             | 2004 (O)       | 2015 (A)        |
| 3    | Mariama Jamanka      | Germania | 6      | 3   | 2       | 1      | 6         | -             | 2017 (O)       | 2022 (A)        |
| 4    | Stephanie Schneider  | Germania | 6      | 1   | 2       | 3      | 4         | 2             | 2013 (B)       | 2020 (B)        |
| 5    | Anja Schneiderheinze | Germania | 5      | 2   | 3       | -      | 4         | 1             | 2005 (A)       | 2016 (O)        |
| 5    | Janine Tischer       | Germania | 5      | 2   | 3       | -      | -         | 5             | 2005 (O)       | 2012 (O)        |
| 7    | Annika Drazek        | Germania | 4      | 4   | -       | -      | -         | 4             | 2016 (O)       | 2019 (O)        |
| 7    | Berit Wiacker        | Germania | 4      | 4   | -       | -      | -         | 4             | 2006 (O)       | 2011 (O)        |
| 9    | Laura Nolte          | Germania | 3      | 1   | 1       | 1      | 3         | -             | 2021 (A)       | 2022 (B)        |
| 9    | Nadežda Sergeeva     | Russia   | 3      | 1   | 1       | 1      | 3         | -             | 2017 (A)       | 2022 (B)        |

#### Totale uomini
| Pos. | Atleta              | Nazione               | Totale | Oro | Argento | Bronzo | Da pilota | Da frenatore | Prima medaglia | Ultima medaglia |
| ---- | ------------------- | --------------------- | ------ | --- | ------- | ------ | --------- | ------------ | -------------- | --------------- |
| 1    | Kevin Kuske         | Germania              | 22     | 6   | 9       | 7      | -         | 22           | 2002 (A-O)     | 2017 (A)        |
| 2    | André Lange         | Germania              | 19     | 8   | 7       | 4      | 19        | -            | 2000 (O)       | 2010 (A-O)      |
| 3    | Beat Hefti          | Svizzera              | 16     | 6   | 5       | 5      | 8         | 8            | 1999 (A)       | 2016 (O)        |
| 4    | Francesco Friedrich | Germania              | 14     | 7   | 3       | 4      | 14        | -            | 2013 (B)       | 2022 (A)        |
| 4    | Christoph Langen    | Germania              | 14     | 7   | 3       | 4      | 14        | -            | 1992 (A)       | 2004 (B)        |
| 6    | Martin Putze        | Germania              | 10     | 7   | 2       | 1      | -         | 10           | 2005 (O-B)     | 2016 (O)        |
| 7    | Gustav Weder        | Svizzera              | 10     | 7   | -       | 3      | 10        | -            | 1987 (B)       | 1994 (B)        |
| 8    | Peter Utzschneider  | Germania Ovest        | 10     | 5   | 2       | 3      | -         | 10           | 1967 (B)       | 1976 (A)        |
| 8    | Wolfgang Zimmerer   | Germania Ovest        | 10     | 5   | 2       | 3      | 10        | -            | 1967 (B)       | 1976 (A)        |
| 10   | Bogdan Musiol       | Germania Est Germania | 10     | 2   | 4       | 4      | -         | 10           | 1978 (B)       | 1989 (A)        |